# Assimi Goïta
Coronel Assimi Goïta (nascido 9 11 1983) é um oficial militar maliano e líder do Comitê Nacional para a Salvação do Povo, uma junta militar que tomou o poder após o golpe de Estado de agosto de 2020 contra o presidente Ibrahim Boubacar Keïta.   É o atual presidente interino do Mali desde 28 de maio de 2021.
Apesar da promessa dos militares em devolver o poder aos civis até 2024, em julho de 2025 o governo promulgou uma lei que da poder presidencial vitalício ao, agora ditador, Assimi Goïta.